# NGC 4518
NGC 4518 (ook wel NGC 4518A) is een lensvormig sterrenstelsel in het sterrenbeeld Maagd. Het hemelobject werd op 27 december 1827 ontdekt door de Britse astronoom John Herschel. Het ligt in de buurt van NGC 4518B

## Synoniemen
- NGC 4518A
- NPM1G +08.0291
- MCG 1-32-95
- IRAS12306+0806
- ZWG 42.150
- VCC 1484
- PGC 41674